# Bataille de Smendja
Guerre algéro-tunisienne de 1735
La bataille de Smendja a eu lieu du 19 août au 4 septembre 1735 à Smendja sur les bords de l'oued Miliane. Elle oppose les armées du dey d'Alger Baba Ibrahim Dey à celles du bey de Tunis, Hussein Ier Bey et son fils Mohamed Rachid Bey.

## Contexte
En 1733 un nouveau dey prend le pouvoir à Tunis, Hussein Bey décide de cesser le paiement de la « pension » équivalente à 10,000 sequins annuellement, Ali Pacha est donc laissé libre de soutenir ses droits au gouvernement de Tunis, il sera aidé par le dey d'Alger. L'armée algérienne prend la route au mois de mai 1735.

## Déroulement
L'armée algérienne franchit la frontière tunisienne. Lorsque Hussein Bey apprend cela, il prend le commandement de toutes les forces tunisiennes et part intercepter les Algériens le 19 août 1735. Les troupes tunisiennes se devisent en deux corps d'armée, l'un sous les ordres du bey et l'autre sous le commandement de son fils Mohamed. De nombreux contingents de tribus tunisiennes (Drid, Souassi et Oulad Saïd parmi d'autres) viennent renforcer Hussein.
L'armée tunisienne s'établit sur le bord de l'oued Miliane à Smendja,, l'armée algérienne arrive quelques jours après. Le combat dure 16 jours, les engagements entre les deux armées sont limités à quelques escarmouches de cavalerie mais les contingents arabes sur qui Hussein Bey pensait pouvoir compter désertent la cause, les Drid décampent secrètement et seront suivis par les Oulad Saïd, les Oulad Saïd font défection à l'armée algérienne ce qui lance le début de l'action finale. L'armée algérienne sous les ordres du bey de Constantine Kelian Hussein Bey se met en marche la nuit et passe la rivière contournant les retranchements des Tunisiens de manière à les placer entre deux feux.
Kelian était l'ennemi juré du bey de Tunis, et lorsque Hussein Bey apprend cela à travers ses espions, il laisse à son fils Mohamed la garde et la défense du camp. Le bey se met à la tête d'une forte division et s'attaque à la colonne algérienne, mais cette dernière avait changé de positionnement laissant la rivière entre eux et les troupes de Hussein. Mohamed Bey apprend qu'une autre colonne algérienne est à la portée de ses troupes, marche à sa rencontre et réussit à la tailler en pièces et même d'enlever un certain nombre de prisonniers aux Algériens grâce à sa cavalerie et quelque pièces d'artillerie. Grâce à une brume épaisse, la division algérienne sous les ordres de Kelian Hussein Bey atteint le camp tunisien, demeuré presque sans défense. Les Algériens en deviennent maitres sans grands efforts. Hussein Bey, prévenu de ce désastre revient vers son camp avec sa cavalerie mais il est trop tard, le nombre d'ennemis l'emporte sur la valeur de ses troupes.

## Conséquences
Hussein, blessé grièvement à la cuisse apprend que les divisions de son fils qui venaient au secours du camp avaient été battues à leur tour. Il ordonne une retraite sur Zaghouan puis sur Kairouan où il est rejoint par ses fils Mohamed et Ali,.